# Línea 55 (EMT Madrid)
La línea 55 de la EMT de Madrid une la estación de Atocha con la estación de Batán.

## Características
La línea 55 empezó como una línea radial entre la Plaza del Emperador Carlos V y la Glorieta de los Cármenes (Latina) pasando por las áreas intermodales de Plaza Elíptica y Oporto. Con el tiempo fue ampliada en fases al barrio de Lucero, después a la estación de Casa de Campo y finalmente, en noviembre de 2007 hasta la estación de Batán.

### Frecuencias
| Lunes a viernes laborables |               |
| De 6:00 a 20:00            | 9-14 minutos  |
| De 20:00 a 23:00           | 9-18 minutos  |
| Sábados laborables         |               |
| De 6:00 a 10:00            | 13-22 minutos |
| De 10:00 a 21:00           | 12-16 minutos |
| De 21:00 a 23:00           | 13-20 minutos |
| Domingos y festivos        |               |
| De 7:00 a 1:00             | 14-30 minutos |
| De 10:00 a 21:00           | 14-18 minutos |
| De 21:00 a 23:00           | 18-25 minutos |

## Recorrido y paradas

### Sentido Batán
NOTA: Debido a las obras de ampliación de la línea 11 de Metro, las paradas sombreadas en naranja sustituyen a aquellas sombreadas en rojo.
La línea inicia su recorrido en la calle Tortosa, cerca de la estación de Atocha. Nada más empezar, gira a la derecha para incorporarse a la calle de Rafael de Riego para girar de nuevo a la derecha por la calle Áncora, que recorre hasta el final, siguiendo tras la intersección con el paseo de las Delicias por la calle Palos de la Frontera hasta la intersección con el paseo de Santa María de la Cabeza, donde gira a la izquierda para bajar por él.
Recorre el paseo de Santa María de la Cabeza hasta el final, en la Plaza Elíptica cruzando sobre el río Manzanares. Al llegar a la Plaza Elíptica, toma la salida hacia la calle de la Vía y poco después la calle del Valle de Oro, que recorre entera llegando a la glorieta del Valle de Oro, de la que sale por la calle de la Oca, que recorre hasta la intersección con la Avenida de Nuestra Señora de Valvanera, la cual recorre entera hasta la glorieta de Los Cármenes.
Desde esta glorieta, la línea sale por la calle Alhambra, que recorre hasta la intersección con la calle del Concejal Francisco José Jiménez Martín, que toma girando a la izquierda. Por esta calle llega hasta el final y desemboca en la calle Barberán y Collar girando a la izquierda. Al final de esta calle gira a la derecha por la calle de Los Yébenes, que recorre hasta llegar al final al intercambiador de la estación de Casa de Campo.
Al llegar a esta área, la línea gira a la derecha para circular por el Camino Viejo de Campamento hasta llegar junto a la estación de Batán, donde tiene su cabecera.
| Código | Parada                                   | Común con    | Conexiones con Metro y Cercanías | Otros |
| ------ | ---------------------------------------- | ------------ | -------------------------------- | ----- |
| 2420   | ATOCHA (C/ Tortosa, 4)                   | 47 247       | Atocha                           |       |
| 2421   | Metro Palos de la Frontera               | 8 47 102 247 | Palos de la Frontera             |       |
| 4839   | Batalla del Salado-Delicias              | 19 45 86     |                                  |       |
| 3593   | Palos de la Frontera                     |              |                                  |       |
| 1927   | Santa María de la Cabeza                 | 6 59 85      |                                  |       |
| 5623   | Santa María de la Cabeza-Puente de Praga | 60           |                                  |       |
| 2536   | Santa María de la Cabeza-Parque Bomberos | 60           |                                  |       |
| 2538   | Puente de los Capuchinos                 | 60 E1        |                                  |       |
| 2540   | Santa María de la Cabeza-Zújar           | 60           |                                  |       |
| 3135   | Plaza Elíptica                           | 60 116       | Plaza Elíptica                   |       |
| 2966   | La Vía-Plaza Elíptica                    | 81           |                                  |       |
| 4587   | Opañel                                   | 81           | Opañel                           |       |
| 5549   | Camino Viejo Leganés-Valle del Oro       | 81 108       |                                  |       |
| 5600   | Oporto                                   | 481 486      | Oporto                           |       |
| 2547   | Oca-Matilde Hernández                    |              |                                  |       |
| 2549   | Valvanera-Tórtola                        |              |                                  |       |
| 2551   | Valvanera-Algodre                        |              |                                  |       |
| 2553   | Metro Carpetana                          | 119          | Carpetana                        |       |
| 2554   | Los Cármenes                             | 119          |                                  |       |
| 2262   | Laguna                                   | 31 119 158   | Laguna                           |       |
| 2556   | Concejal Francisco Jiménez-Alhambra      | 39           |                                  |       |
| 2558   | Concejal Francisco Jiménez-Carboneras    | 39           |                                  |       |
| 4781   | Concejal Francisco Jiménez-Berlanas      | 39           |                                  |       |
| 5186   | Sepúlveda-Concejal Francisco Jiménez     | 39           |                                  |       |
| 5188   | Sepúlveda-Los Yébenes                    | 36 39        |                                  |       |
| 2635   | Casa de Campo                            | 65           | Casa de Campo                    |       |
| 2633   | Camino de Campamento-San Roberto         | 65           |                                  |       |
| 2631   | Camino de Campamento-Colonia Lourdes     | 65           |                                  |       |
| 2629   | Camino de Campamento-Villagarcía         | 65           |                                  |       |
| 3936   | BATÁN (Cº Campamento)                    |              | Batán                            |       |

### Sentido Atocha
El recorrido de vuelta es igual al de ida pero en sentido contrario hasta la Glorieta de Valle del Oro, donde toma la Avenida de Oporto para llegar a la Plaza Elíptica; y en la Glorieta de Santa María de la Cabeza, donde toma la calle Ferrocarril, que recorre entera girando al final a la izquierda para subir por el Paseo de las Delicias. Abandona el Paseo de las Delicias poco antes del final girando a la derecha por la calle Tortosa, donde tiene su cabecera.
| Código | Parada                                   | Común con               | Conexiones con Metro y Cercanías      | Otros |
| ------ | ---------------------------------------- | ----------------------- | ------------------------------------- | ----- |
| 3936   | BATÁN (Cº Campamento)                    |                         | Batán                                 |       |
| 2628   | Camino de Campamento-Villagarcía         | 65 SE3                  |                                       |       |
| 2630   | Camino de Campamento-Colonia Lourdes     | 65 SE3                  |                                       |       |
| 2632   | Camino de Campamento-San Roberto         | 65 SE3                  |                                       |       |
| 5336   | Casa de Campo                            | 65 SE3                  | Casa de Campo                         |       |
| 5192   | Sepúlveda-Los Yébenes                    | 36 39 SE3               |                                       |       |
| 5187   | Sepúlveda-Concejal Francisco Jiménez     | 39                      |                                       |       |
| 5381   | Concejal Francisco Jiménez-Berlanas      | 39                      |                                       |       |
| 4782   | Concejal Francisco Jiménez-Carboneras    | 39                      |                                       |       |
| 2557   | Concejal Francisco Jiménez-Alhambra      | 39                      |                                       |       |
| 5094   | Laguna                                   | 31 119 158              | Laguna                                |       |
| 5100   | Alhambra-Cullera                         | 31 119                  |                                       |       |
| 2555   | Los Cármenes                             | 119                     |                                       |       |
| 639    | Valvanera-Laguna                         | 25 119                  |                                       |       |
| 4766   | Metro Carpetana                          | 119                     | Carpetana                             |       |
| 2552   | Valvanera-Algodre                        |                         |                                       |       |
| 2550   | Valvanera-Tórtola                        |                         |                                       |       |
| 2548   | Oca-Matilde Hernández                    | 481 486                 |                                       |       |
| 5601   | Oporto                                   | 118                     | Oporto                                |       |
| 2471   | Avenida de Oporto-Camino Viejo Leganés   | 81 108 247              |                                       |       |
| 2472   | Opañel                                   | 81 247                  | Opañel                                |       |
| 5051   | Plaza Elíptica                           | 81                      | Plaza Elíptica                        |       |
| 2543   | Plaza Elíptica-Santa María de la Cabeza  |                         |                                       |       |
| 2541   | Santa María de la Cabeza-Zújar           | 60                      |                                       |       |
| 2539   | Puente de los Capuchinos                 | 60 E1                   |                                       |       |
| 2537   | Santa María de la Cabeza-Parque Bomberos | 60                      |                                       |       |
| 2535   | Santa María de la Cabeza-Puente Praga    | 60 E1                   |                                       |       |
| 5335   | Santa María de la Cabeza-Cáceres         | 60                      |                                       |       |
| 1929   | Santa María de la Cabeza                 | 6 E1                    |                                       |       |
| 1930   | Ferrocarril                              | 6                       | Delicias (Metro) Delicias (Cercanías) |       |
| 1184   | Metro Palos de la Frontera               | 6 19 45 47 59 85 86 247 | Palos de la Frontera                  |       |
| 2420   | ATOCHA (C/ Tortosa, 4)                   | 47 247                  | Atocha                                |       |